# Hugon Kowarzyk
Hugon Kowarzyk (ur. 10 grudnia 1906 w Jaworznie, zm. 7 marca 1985 we Wrocławiu) – polski lekarz fizjopatolog.

## Życiorys
Po ukończeniu Gimnazjum św. Anny w Krakowie podjął studia na Wydziale Lekarskim Uniwersytetu Jagiellońskiego, gdzie w 1930 uzyskał tytuł doktora wszech nauk lekarskich. Wiedzę uzupełniał w berlińskiej Akademii Weterynaryjnej, rozwijając zainteresowania w zakresie patologii ogólnej. Po studiach został asystentem Zakładu Patologii Ogólnej i Doświadczalnej UJ. W 1939 habilitował się na podstawie pracy Badania nad pochodzeniem, własnościami i znaczeniem fizjologicznym cholinoesterazy krwi.
Podczas okupacji niemieckiej pełnił obowiązki kierownika Zakładu Patologii Ogólnej i Doświadczalnej UJ oraz wykładał fizjologię i chemię fizjologiczną na Tajnym UJ.
Po wojnie, od 1945 do 1946 kierował Zakładem Patologii Ogólnej i Doświadczalnej UJ. Zamieszkiwał na osiedlu Salwator. W 1946 osiadł we Wrocławiu. Był profesorem na Uniwersytecie Wrocławskim, gdzie organizował Wydział Lekarski i był kierownikiem Katedry i Zakładu Patologii Ogólnej i Doświadczalnej, zaś od 1950 do 1977 na Akademii Medycznej we Wrocławiu. W 1946 otrzymał tytuł profesora nadzwyczajnego, a w 1957 profesora zwyczajnego. Sprawował stanowisko prodziekana (1946–1947) i dziekana (1947–1948) wydziału. Równolegle od 1955 do 1968 kierował Zakładu Patofizjologii Instytutu Immunologii i Terapii Doświadczalnej Polskiej Akademii Nauk we Wrocławiu. W 1958 został członkiem korespondentem, a w 1970 członkiem rzeczywistym PAN. Od 1968 do 1980 pełnił funkcję przewodniczącego Komitetu Podstawowych Nauk Medycznych PAN. Był współzałożycielem oraz w latach 1974–1985 prezesem Wrocławskiego Towarzystwa Naukowego. Należał także do międzynarodowych towarzystw, np.: New York Academy of Sciences, Deutsche Akademie der Naturforscher in Halle, Międzynarodowego Towarzystwa Hematologicznego.
W pracy naukowej zajmował się krzepliwością krwi, hematologii, wektokardiografią i cytogenetyką. Badania naukowe prowadził ze swoją żoną Zofią z domu Wołek (1907–1979).
Zmarł we Wrocławiu, pochowany na cmentarzu Świętej Rodziny (sektor 11-6-5,5a).

## Publikacje
- Promieniowanie mitogenetyczne, a wpływ ciał lotnych ze zmiażdżonych tkanek cebuli na zjawiska koloidalne (1930)
- Badania nad rozkładem acetylocholiny w ustroju i jego fizjologicznym znaczeniem: Rozkład acetylocholiny we krwi rozmaitych zwierząt, Część 1 (1937, współautorzy: Jerzy Fegler, Jerzy Szpunar)
- Elektrofizyka mózgu (1946)
- The Experimental Aberrations of Vanessidae (1948)
- Podstawy elektrokardiografii (1949, współautorka: Helena Kowarzyk)
- Wektorkardiografia przestrzenna. Praca zespołowa z udziałem L Gieca (1959, współautorka: Helena Kowarzyk)
- Wektokardiografia przestrzenna (1959)
- Spatial Vectorcardiography (1960, współautorka: Helena Kowarzyk)

## Ordery i odznaczenia
- Krzyż Komandorski z Gwiazdą Orderu Odrodzenia Polski (1980)[5]
- Krzyż Komandorski Orderu Odrodzenia Polski[6]
- Krzyż Oficerski Orderu Odrodzenia Polski (22 lipca 1951)[7]
- Medal 10-lecia Polski Ludowej[8]
- Medal Komisji Edukacji Narodowej[2]

## Nagrody i wyróżnienia
- Państwowa Nagroda Naukowa III stopnia w dziedzinie nauk lekarskich za pracę w dziedzinie krzepliwości krwi (1950)[9]
- Nagroda Państwowa I stopnia (1964, zespołowa)
- Nagroda Ministra Zdrowia i Opieki Społecznej
- Nagroda Miasta Wrocławia
- tytuł doktora honoris causa Uniwersytetu Medycznego we Wrocławiu (1978)[8]
- tytuł doktora honoris causa Uniwersytetu Wrocławskiego (1983)[10]
- Członek honorowy Towarzystwa Przyjaciół Nauk w Legnicy

## Upamiętnienie
We Wrocławiu ustanowiono ulicę Hugona Kowarzyka.